# Гайове (Генічеський район)
Гайове́ — село в Україні, у Генічеській міській громаді Генічеського району Херсонської області. Населення становить 103 осіб.

## Населення

### Мова
Розподіл населення за рідною мовою за даними перепису 2001 року:
| Мова            | Кількість | Відсоток |
| --------------- | --------- | -------- |
| російська       | 67        | 65.05%   |
| українська      | 34        | 33.01%   |
| інші/не вказали | 2         | 1.94%    |
| Усього          | 103       | 100%     |

## Історія
12 червня 2020 року, відповідно до Розпорядження Кабінету Міністрів України № 726-р «Про визначення адміністративних центрів та затвердження територій територіальних громад Херсонської області», увійшло до складу Генічеської міської громади.
17 липня 2020 року, в результаті адміністративно-територіальної реформи та ліквідації  колишнього Генічеського району увійшло до складу новоутвореного Генічеського району.
24 лютого 2022 року село тимчасово окуповане російськими військами під час російсько-української війни.